# Orobanche mutelii
Orobanche mutelii là loài thực vật có hoa thuộc họ Cỏ chổi. Loài này được F.W.Schultz mô tả khoa học đầu tiên năm 1835.

## Hình ảnh

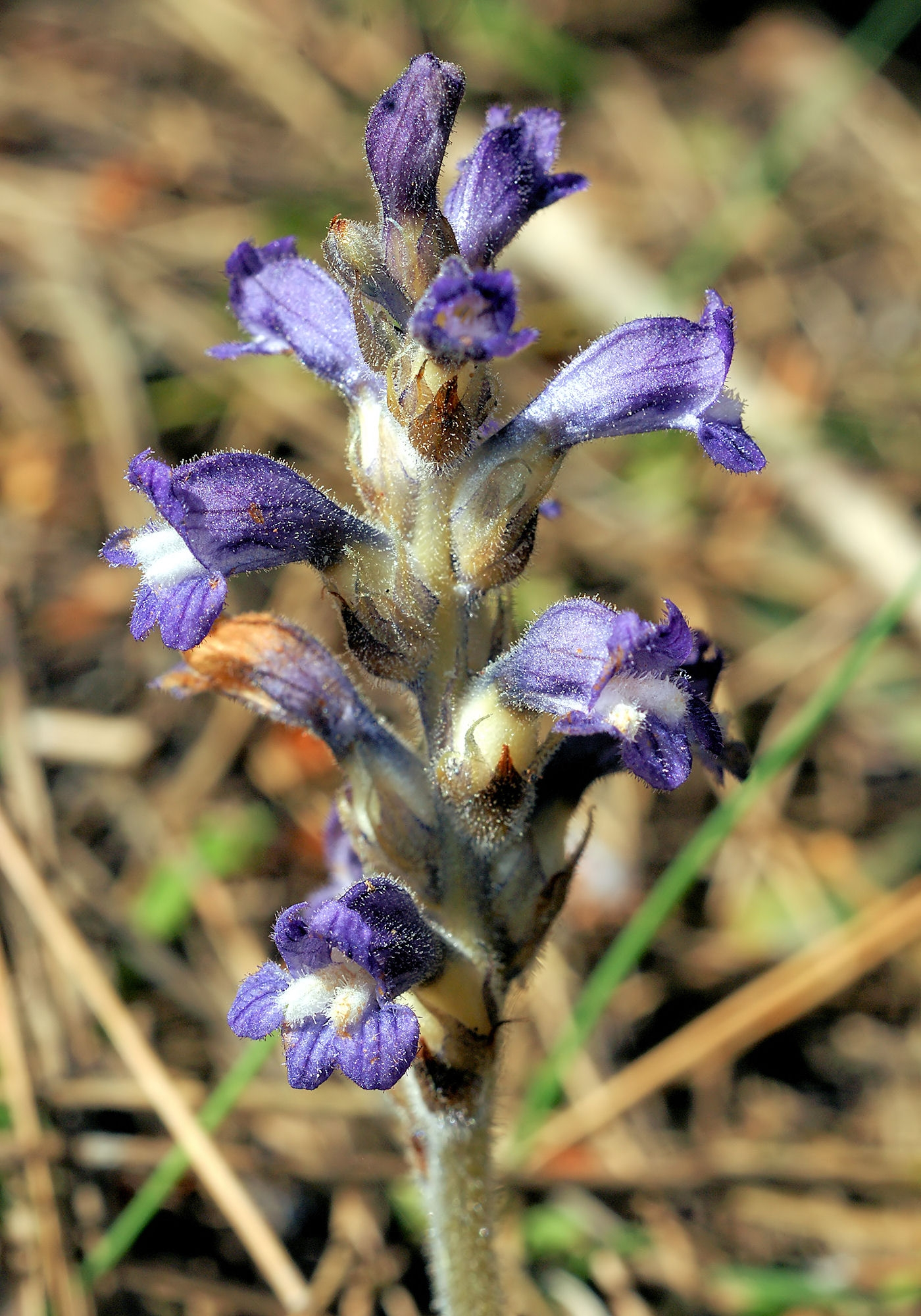
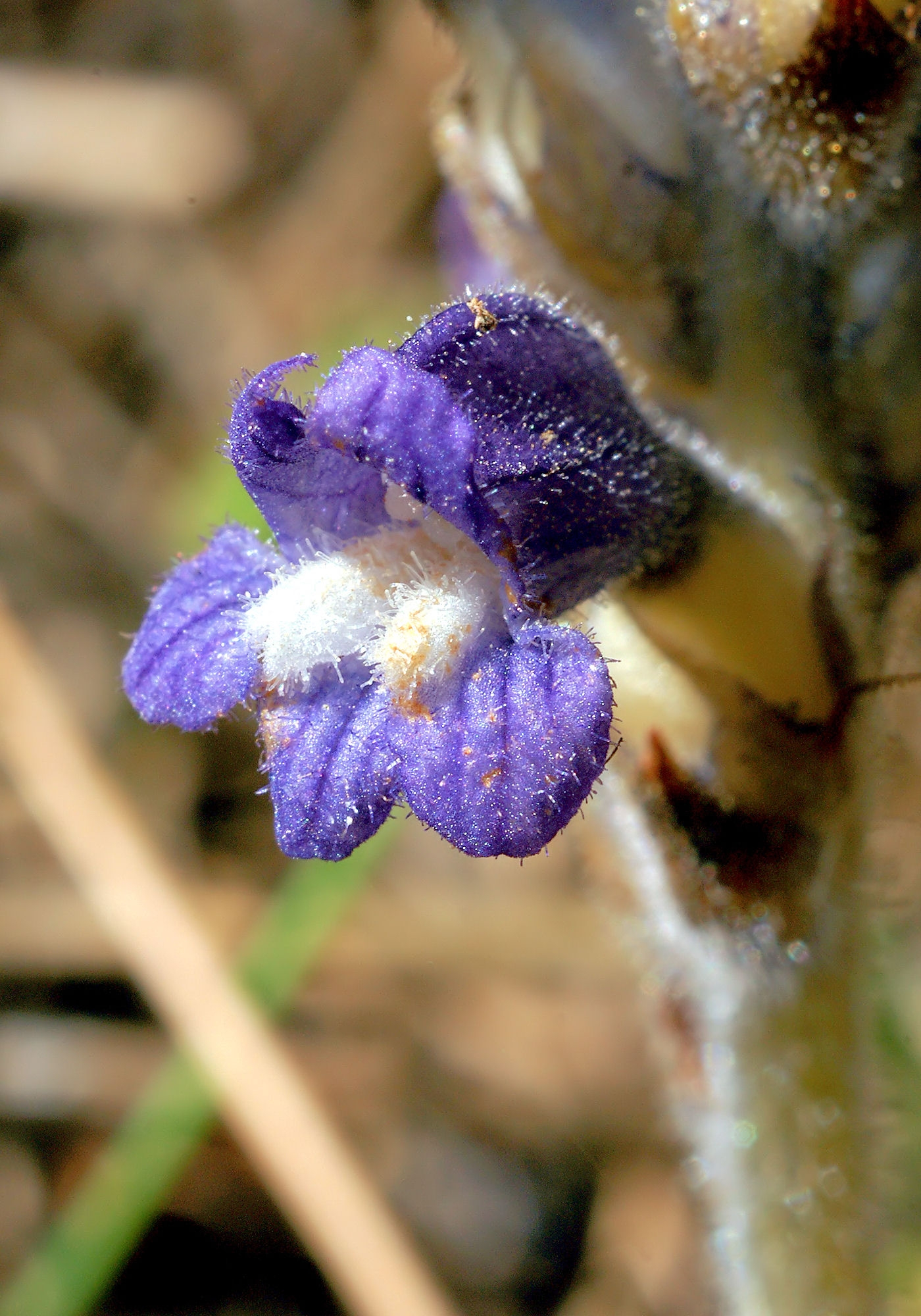
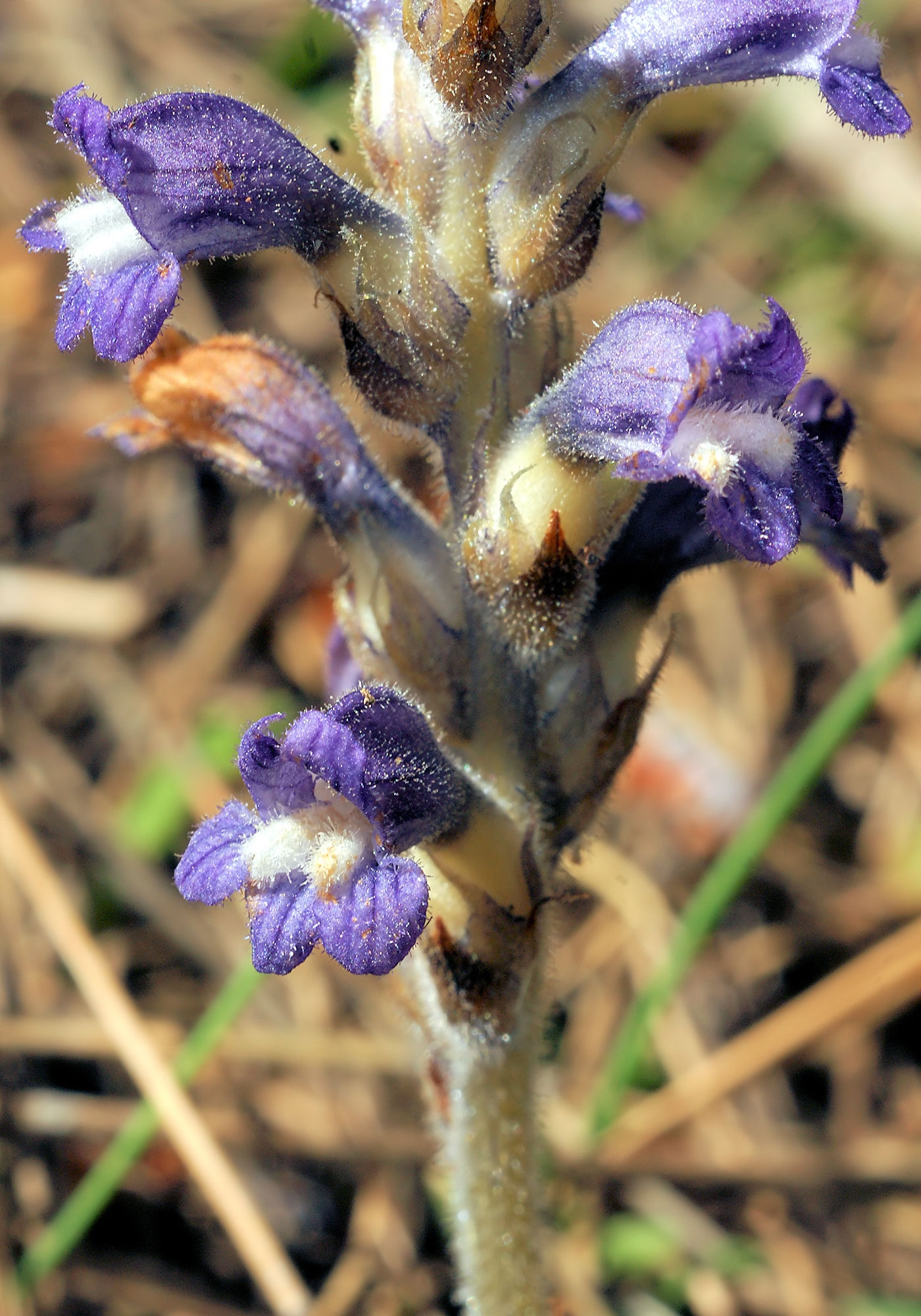
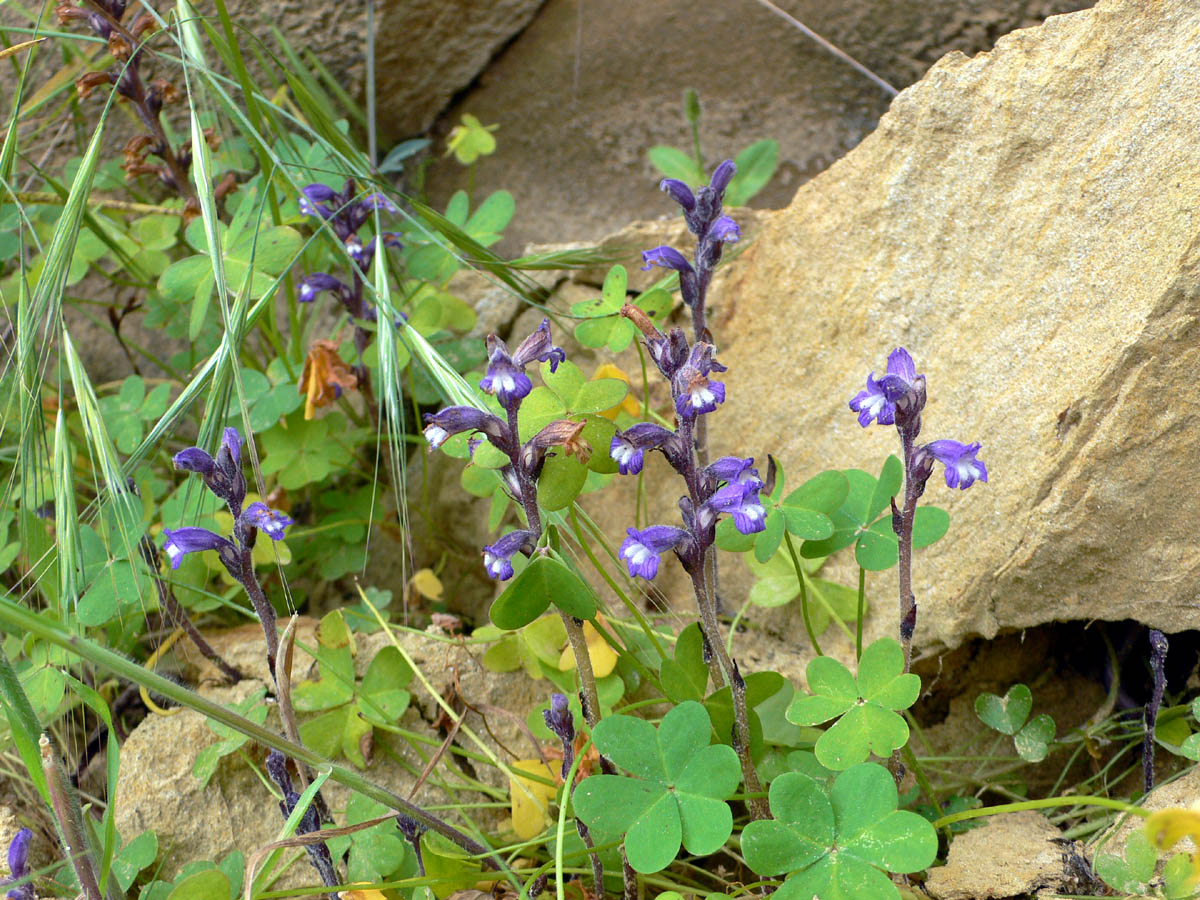